# Tatsuya Tanaka (fotbollsspelare född 1992)
Tatsuya Tanaka (田中 達也 Tanaka Tatsuya?), född 9 juni 1992 i Fukuoka prefektur, är en japansk fotbollsspelare.
Tanaka började sin karriär 2011 i Roasso Kumamoto. Efter Roasso Kumamoto spelade han för FC Gifu, Gamba Osaka och Oita Trinita.